# Valle Leventina
Die Valle Leventina (deutsch meist kurz Leventina, veraltet Livinental) ist ein Tal im Kanton Tessin in der Schweiz.

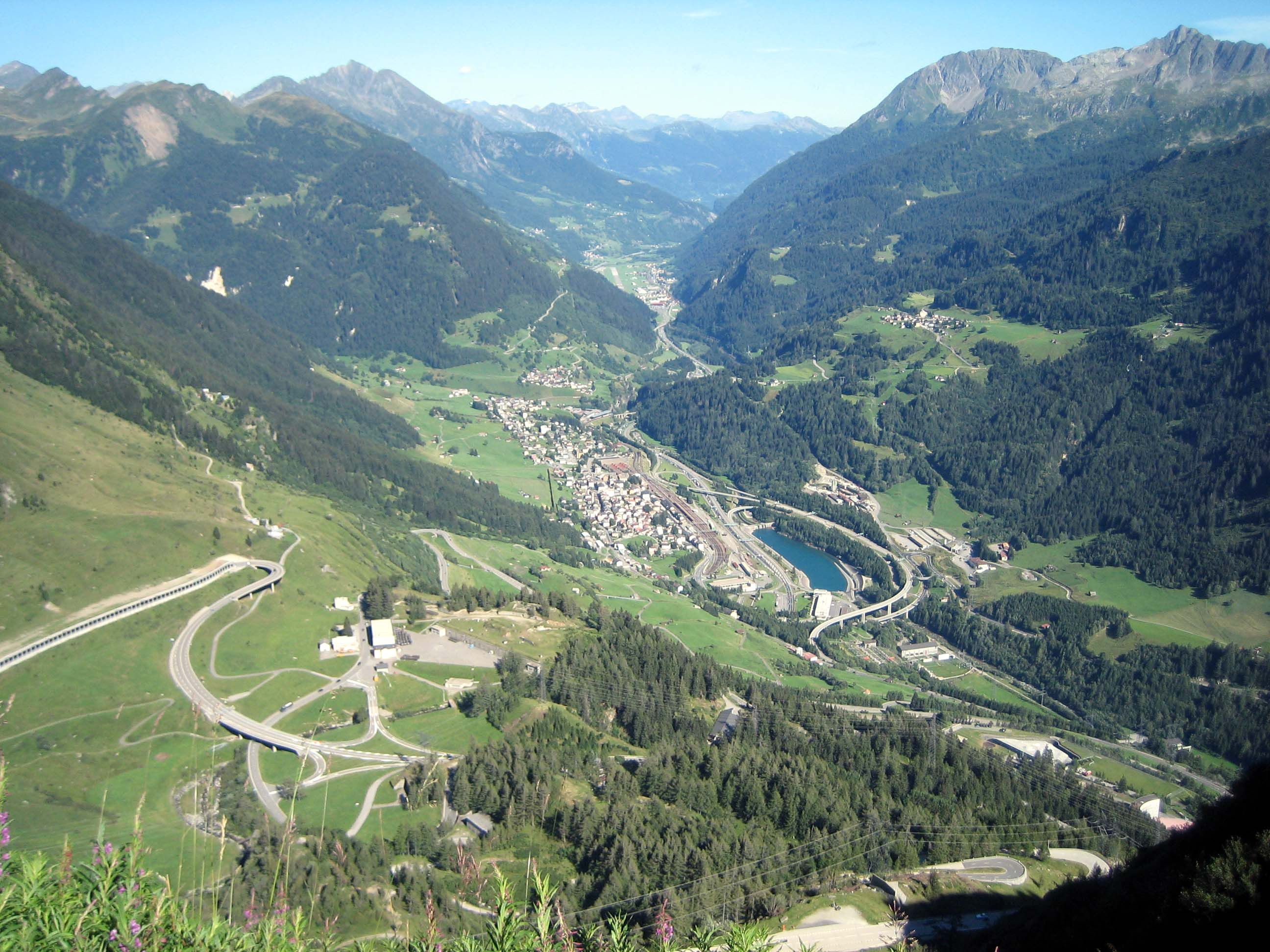
Valle Leventina mit Airolo

## Geographie
Die Leventina erstreckt sich von Airolo am Südende des Gotthardpasses bis nach Biasca. Sie wird vom Ticino (Tessin) durchflossen. 
Zusammen mit der Val Bedretto im Westen bildet sie den Distretto di Leventina (Bezirk Leventina).
Das Tal liegt auf einer europäisch wichtigen Nordsüdachse. Der Gotthardpass am oberen Ende der Leventina beeinflusste jahrhundertelang die Geschichte des Tales. Durch die Leventina führte zuerst die alte Gotthardstrasse, später die Gotthardbahn und dann die Autobahn A2, die Chiasso mit Basel verbindet. In Bodio liegt das Südportal des Gotthard-Basistunnels, des längsten Eisenbahntunnels der Welt.
Die Leventina hat zahlreiche Seitentäler. Die wichtigsten sind die Val Piumogna bei Dalpe, die Val Chironico bei Chironico und die Val d’Ambra bei Personico auf der rechten Seite sowie die Val Canaria bei Airolo und die Val Piora oberhalb von Piotta auf der linken Seite. In der Val Piora liegt der Ritom-Stausee und der vor allem bei Biologen bekannte Cadagnosee.
Das Tal ist durch Schluchten in drei Teile unterteilt:

### Alta Leventina
Der obere Teil des Tals liegt oberhalb der Piottino-Schlucht und wird Alta Leventina genannt. Zur Alta Leventina gehören die Gemeinden Airolo, Quinto, Prato (Leventina) und Dalpe sowie die in der westlich gelegenen Val Bedretto liegende Gemeinde Bedretto. Die Talsohle der Alta Leventina liegt zwischen 950 Meter bei Rodi-Fiesso und 1150 Meter bei Airolo. Eine weitere Schlucht, die Stalvedro-Schlucht, befindet sich in der Alta Leventina kurz unterhalb des Dorfs Airolo. Obwohl diese Schlucht früher ebenfalls ein Hindernis auf der Passstrasse war, spielt sie bei der Unterteilung des Tales keine Rolle, da sie nicht mit einem Höhenunterschied verbunden ist.

### Media Leventina

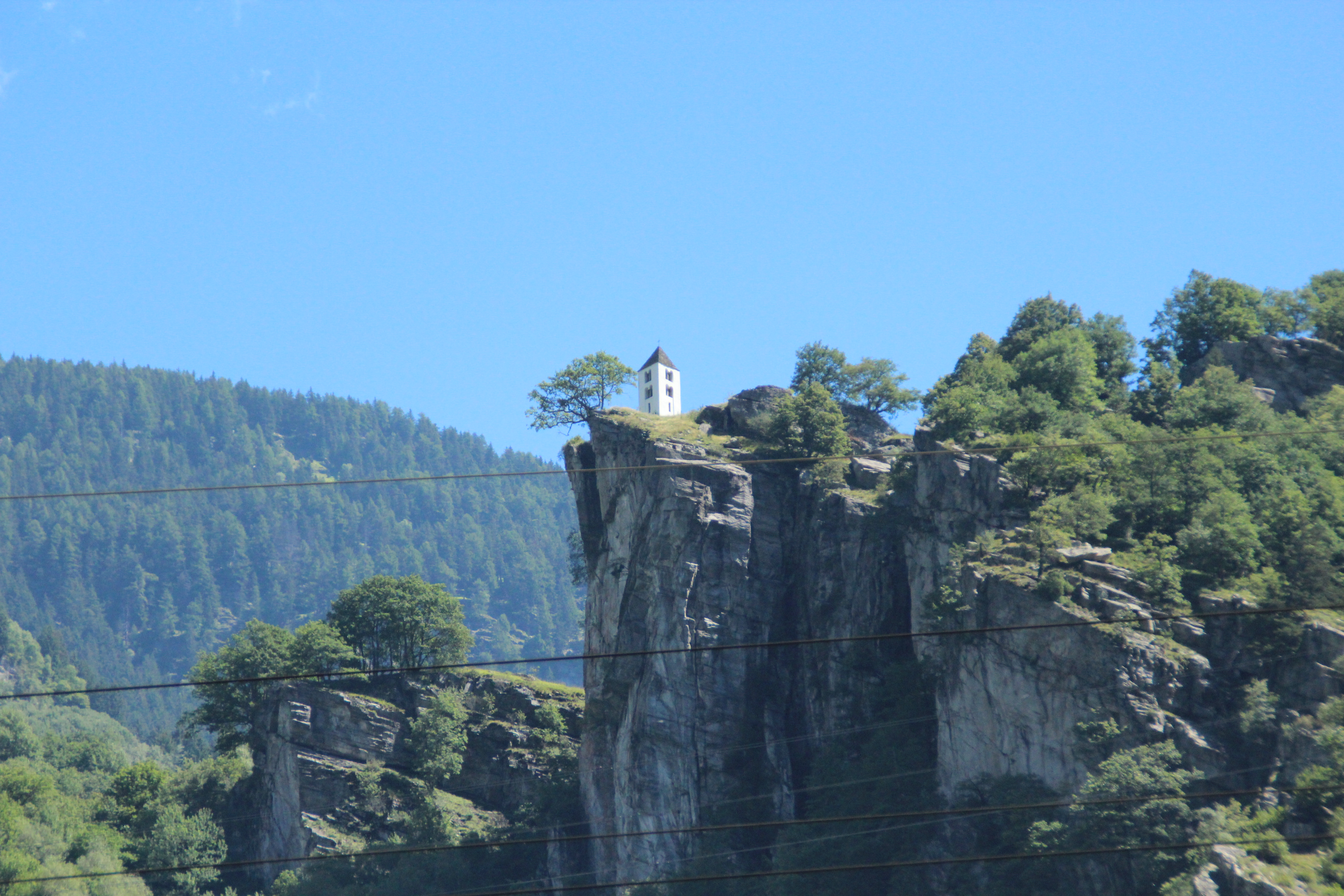
Die Kirche von Calonico dominiert von ihrem Felsenvorsprung ausserhalb des Dorfes die Media Leventina.

Die Media Leventina ist der mittlere Teil des Tales von der Piottino-Schlucht bis zur Biaschina-Schlucht südöstlich von Lavorgo. Nach den Gemeindefusionen bildet Faido die einzige Gemeinde der Media Leventina. Dazu gehören inzwischen auch die ehemaligen Gemeinden der sog. Traversa Anzonico, Cavagnago und Sobrio, die über Lavorgo erschlossen werden und im Zuge der Gemeindefusion mit Faido vom Kreis Giornico zum Kreis Faido übergetreten sind. Die Talsohle der Media Leventina liegt zwischen 615 Meter bei Lavorgo und 750 Meter oberhalb von Faido.

### Bassa Leventina
Der Teil unterhalb der Biaschina-Schlucht bis Biasca wird Bassa Leventina genannt und hat rein südlichen Charakter. Zur Bassa Leventina zählen die Gemeinden Giornico, Bodio, Pollegio und Personico. Die Talsohle der Bassa Leventina liegt zwischen 300 und 400 Meter hoch.
Bassa Leventina war auch eine Variante des Gemeindenamens eines Fusionsprojekts in der Region, das die Gemeinden Bodio, Giornico und damals noch Sobrio umfassen sollte (letzteres ist nun mit Faido fusioniert).

## Dialekt
Die in der Valle Leventina gesprochenen zahlreichen Ortsdialekte gehören zur westlichen Gruppe des Lombardischen, dem Tessiner Dialekt. Vor allem im oberen Teil des Tals ist auch der Einfluss von Norden her spürbar: Viele Wörter stammen zum Beispiel in Airolo aus dem Alemannischen.
Im Vergleich zu den urbanen Gebieten des Tessins hält sich der lombardische Dialekt in den Alpentälern besser, steht aber auch hier unter dem Druck des Standarditalienischen.

## Geschichte

Das heutige Wappen von Faido war bis 1798 auch das Wappen der Talschaft Leventina

Durch Testament von 948 vermachte der Bischof Atto von Vercelli die drei zu seinem Eigengut (Allod) gehörenden ambrosianischen Täler dem Mailänder Domkapitel und legte damit den Grund zu der geistlichen und weltlichen Herrschaft der Domherren über die Täler Leventina, Blenio und Riviera.
Als zum und vom Gotthardpass führendes Tal spielte die Leventina schon immer eine zentrale Rolle bei der Alpenüberquerung. König Konrad III. gab es Werner von Baden-Lenzburg aus der regionalen Adelsfamilie derer von Lenzburg zu Lehen. Von dort gelangte es nach dem Aussterben der Familie mit dem Tod Ulrich IV. von Lenzburg 1173 an Kaiser Friedrich Barbarossa. Im Konflikt um die Kontrolle des Gebietes kam es wiederholt zu Kämpfen zwischen dem Kanton Uri und der Herrschaft bzw. dem späteren Herzogtum Mailand. Die Schlacht bei Giornico brachte 1478 die Entscheidung zugunsten der Urner: Durch ihren Sieg wurden sie bis zum Fall der alten Eidgenossenschaft 1798 uneingeschränkte Herren über die Leventina. Ihre Herrschaft sicherten sie durch in das Gebiet geschickte Landvögte.
Eine Revolte der Einwohner gegen die Herrschaft der Urner wurde 1755 blutig beendet. Dabei wurden drei Anführer auf dem Platz des Hauptortes Faido geköpft.

## Bilder

Leventina mit Ambri-Piotta von Eduard Spelterini, um 1900
Valle Leventina mit Pizzo Forno im Hintergrund, historisches Luftbild von Werner Friedli (1953)
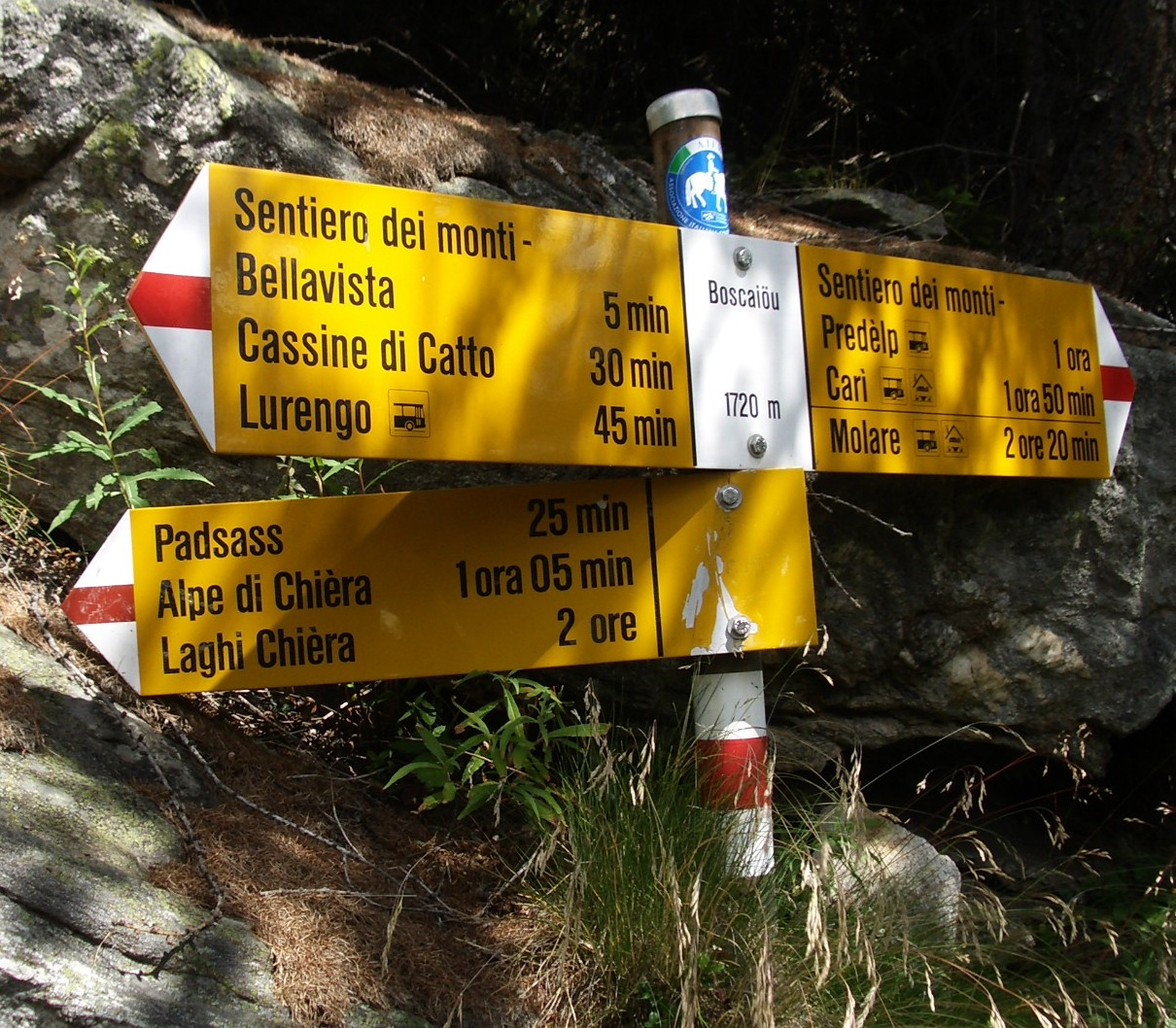
Wanderweg in der Leventina

## Strada Alta
Die Strada Alta (italienisch für «hoher Weg») ist eine bekannte Panorama-Wanderroute, die das ganze Tal der Leventina oberhalb der Talsohle von Airolo bis Biasca durchquert.

## Persönlichkeiten
- Hektor Abury (* um 1400; † nach 1448), Landvogt von Livinen (1448)[6]